# San Antonio de La Paz
San Antonio de La Paz, es una localidad del municipio Icaño, en el departamento La Paz, provincia de Catamarca (Argentina).
Se encuentra en el km 1.008 de la Ruta Nacional 157 en el punto medio geográfico del departamento entre las ciudades de Recreo y Frías (Santiago del Estero).

## Historia
Se estableció gracias a la creación de la estación de trenes en el lugar a fines de 1880, aunque ya poseía pobladores antes de que ésta fuese construida.
En el año 1912 fue designada cabecera del departamento, hasta ese momento era conocida como Villa de San Antonio. En el año 1958, dejó de ser la cabecera y el cargo lo recibió la ciudad de Recreo. Hasta ese entonces San Antonio era la localidad más grande e importante del departamento, posteriormente perdió su influencia por el crecimiento de Recreo.
Durante el siglo XX fue conocida como San Antonio de La Paz. Actualmente se la conoce simplemente como San Antonio.
Durante la década de los ochenta la promoción industrial permitió el establecimiento de industrias que mejoraron la situación económica e incrementaron el desarrollo de la localidad.

## Geografía
Se encuentra en una región llana con un clima Subtropical con estación seca como la mayor parte del departamento. Las precipitaciones no rondan los 600mm anuales. Durante todo el año predominan los vientos y en invierno son comunes las heladas aunque hasta el momento no se presentaron caídas de nieve.
En su subsuelo yacen numerosos acuíferos los cuales proveen de agua a la localidad además del acueducto proveniente del dique Motegasta.

## Población
Cuenta con 1,835 habitantes (Indec, 2010), lo que representa un incremento del 11% frente a los 1,646 habitantes (Indec, 2001) del censo anterior.
| Gráfica de evolución demográfica de San Antonio entre 1991 y 2010 |
|                                                                   |
| Fuente: Censos nacionales del INDEC                               |

### Sismicidad
La sismicidad de la región de Catamarca es frecuente y de intensidad baja, y un silencio sísmico de terremotos medios a graves cada 30 años en áreas aleatorias. Sus últimas expresiones se produjeron:
- 21 de marzo de 1892 (133 años), a las 1.45 UTC-3 con 6,0 Richter; como en toda localidad sísmica, aún con un silencio sísmico corto, se olvida la historia de otros movimientos sísmicos regionales (terremoto de Recreo de 1892)
- 21 de octubre de 1966 (58 años), a las 12.39 UTC-3 con 5,0 Richter
- 3 de noviembre de 1973 (51 años), a las 14.17 UTC-3 con 5,8 Richter: además de la gravedad física del fenómeno se unió el olvido de la población a estos eventos recurrentes
- 7 de septiembre de 2004 (20 años), a las 8.53 UTC-3, con una magnitud aproximadamente de 6,5 en la escala de Richter (terremoto de Catamarca de 2004)[1]